# Hegyi törpeboglárka
A hegyi törpeboglárka (Cupido osiris) a boglárkalepke-félék családjába tartozó, Európától Közép-Ázsiáig elterjedt lepkefaj. 

## Megjelenése
A hegyi törpeboglárka szárnyfesztávolsága 2,5-3,0 cm. Szárnyainak felső oldala egyszínű, rajzolat nélküli; a hímé liláskék, a nőstényé barna. A szárnyak tövében csillogó kék pikkelyek láthatók. A szárnyak fonákjának alapszíne halvány porszürke, rajta világos udvarú, kis fekete pettyekből álló foltsor húzódik végig; ezek minden szárnyon nagyjából egyforma méretűek. A hátulsó szárny fonákján a foltsorból mindig hiányzik fölülről a második folt, de egyébként más foltok is hiányozhatnak egyes példányoknál. Hátulsó szárnyán nincs a Cupido-fajokra jellemző farkinca. 
Hernyója zöld, sárga oldalvonallal. 

### Hasonló fajok
Hasonlíthat hozzá a palakék ékesboglárka, a törpeboglárka, a kóbor ékesboglárka, a kormos ékesboglárka, az aprószemes boglárka, a nagyszemes boglárka és a bengeboglárka.  

## Elterjedése
Európától (a kontinens déli felén) Kis-Ázsián át egészen Közép-Ázsiáig előfordul. Észak-Európából hiányzik. Magyarországon az Északi-középhegységből (Naszály, Cserhát, Heves-Borsodi-dombság, Bükk, Tornai- és Aggteleki-karszt) ismert.     

## Életmódja
Meszes talajú sziklagyepek, száraz, bozótos, déli fekvésű hegyoldalak lepkéje.   
Évente egy (április-júniusban magasabb hegyvidékeken) vagy két nemzedéke (középhegységekben, pl. Magyarországon; májusban és júliusban) repül. Hernyója baltacim-fajok (Onobrychis spp., főleg homoki baltacim), lednek-fajok (Lathyrus spp.) vagy dudafürt virágaival táplálkozik. Teljesen kifejlett formában telel át a főcsomók tövében, törmelék alatt és tavasszal bebábozódik. 
Magyarországon védett, természetvédelmi értéke 50 000 Ft.

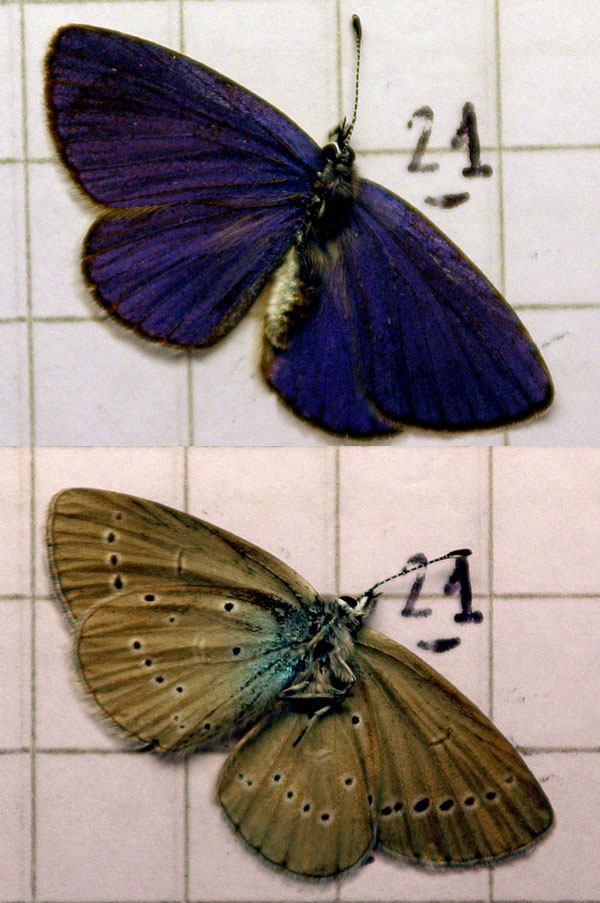
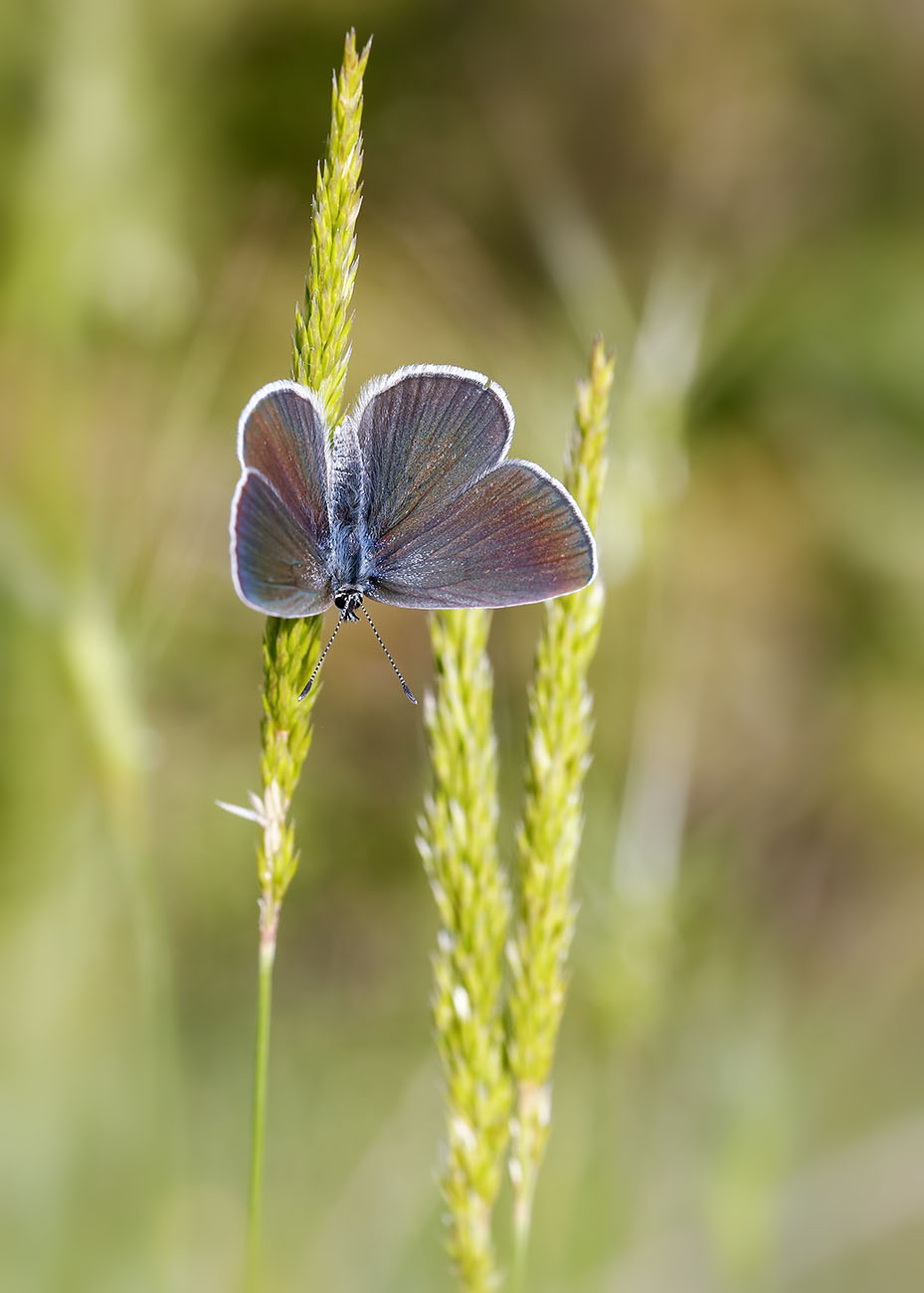
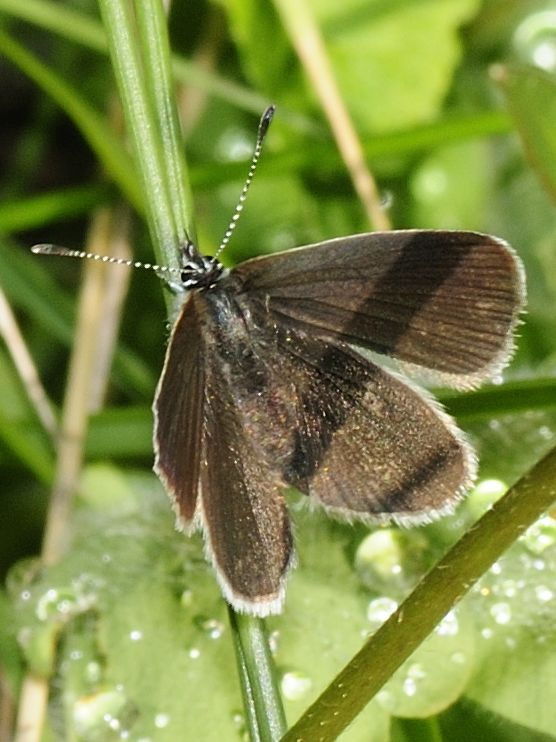
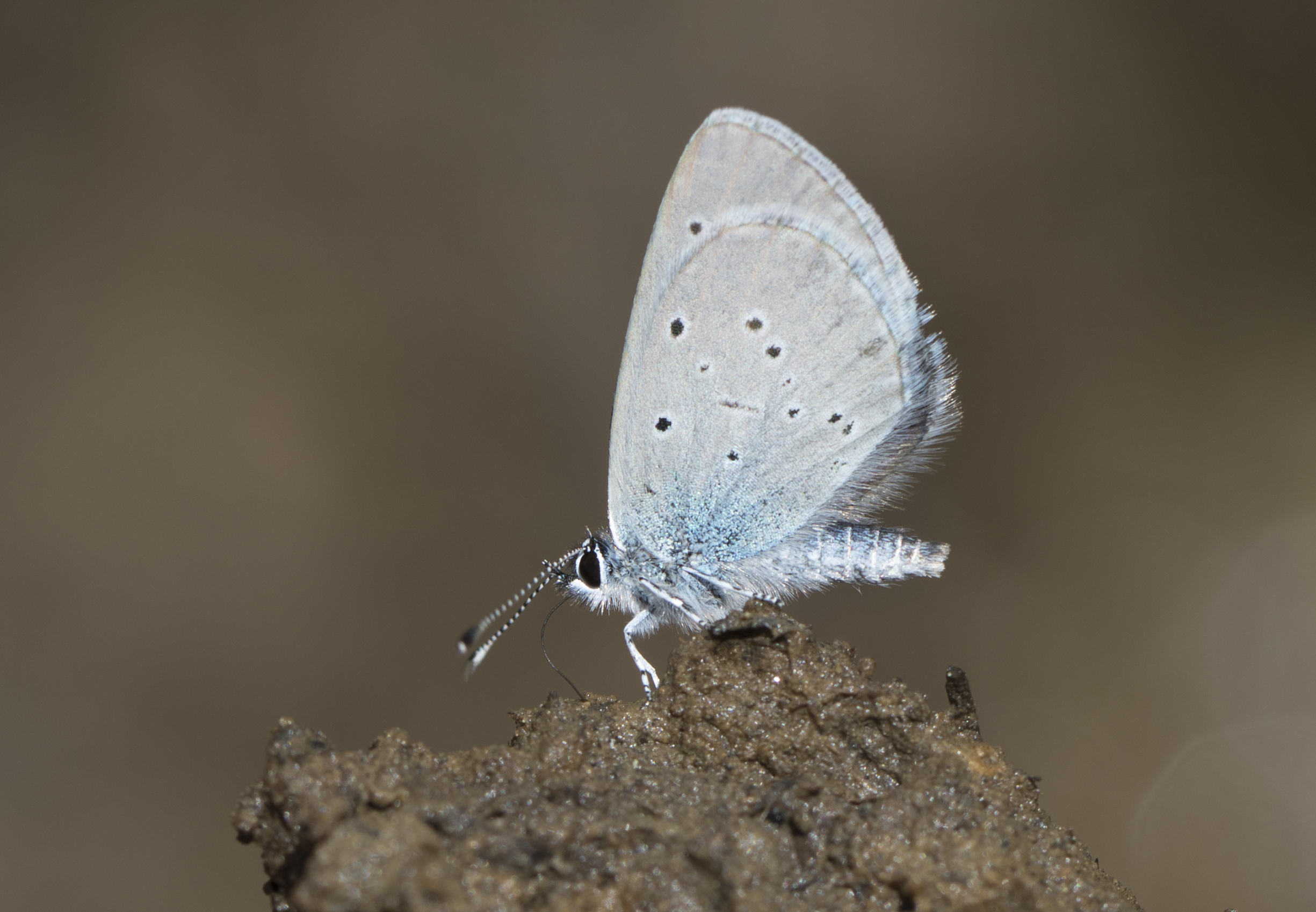
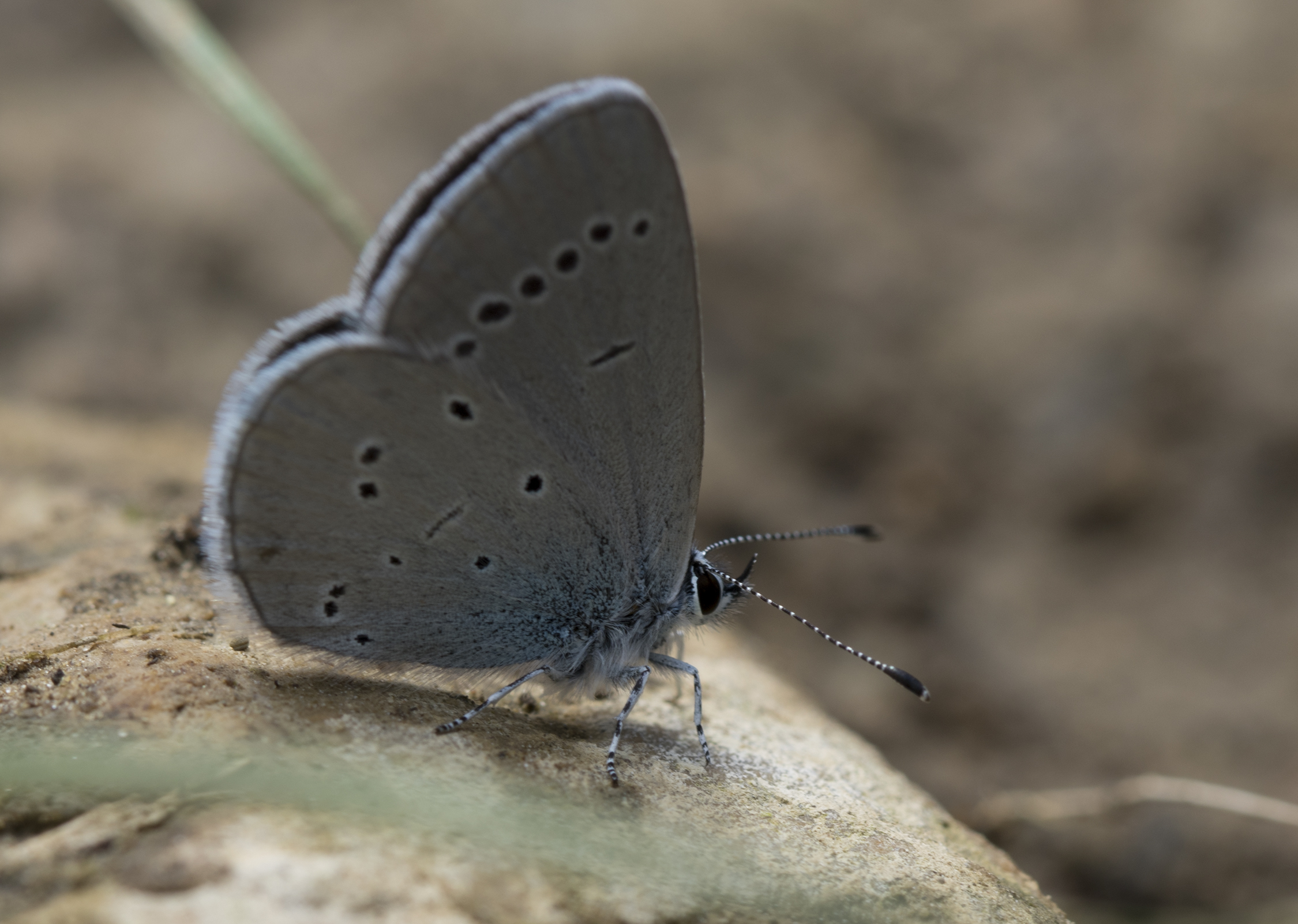